# 東アジアカップ女子ソフトボール大会
東アジアカップ女子ソフトボール大会（英: East Asian Cup Women's Softball Game、通称: 東アジアカップ）は、東アジアの国・地域が参加する女子ソフトボールの国際大会。

## 概要
国際的にもソフトボールが盛んな地域である東アジアの日本・中国・チャイニーズタイペイ・韓国が中心となって開催される大会。東アジアを起点に2008年北京オリンピックを最後にオリンピック競技から除外されたソフトボールの正式競技復帰に向けたムーブメントを起こすという趣旨のもと、2012年に創設された。
大会は主要4ヵ国の持ち回りによって開催される。国によっては「大学代表」のようにトップ代表ではないチームが出場するケースもある。また、1つの国から「トップ代表」と「大学代表」のように2チーム出場することも可能であるが、その場合は上位チームの結果のみが順位に反映される。

## 歴代結果
| 回 | 開催年 | 開催地   | チーム数 | 優勝          | 準優勝               | 3位                  | 4位  | 5位  | 備考              |
| -- | ------ | -------- | -------- | ------------- | -------------------- | -------------------- | ---- | ---- | ----------------- |
| 1  | 2012   | 大邱     | 4        | 日本 大学代表 | 中国                 | チャイニーズタイペイ | 韓国 | -    |                   |
| 2  | 2013   | 揖斐川町 | 5        | 日本          | 中国                 | チャイニーズタイペイ | 韓国 | -    | [ 注 2 ] [ 注 3 ] |
| 3  | 2014   | 仏山     | 4        | 日本 大学代表 | 中国                 | チャイニーズタイペイ | 韓国 | -    | [ 注 4 ]          |
| 4  | 2015   | 台中     | 5        | 日本 U-24·B   | チャイニーズタイペイ | 韓国                 | 中国 | 香港 |                   |
| 5  | 2016   | 益山     | 4        | 中国          | 日本 大学選抜        | チャイニーズタイペイ | 韓国 | -    |                   |
| 6  | 2017   | 弘前     | 5        | 日本          | チャイニーズタイペイ | 韓国                 | 中国 | -    | [ 注 3 ]          |
| 7  | 2018   | 南投     | 5        | 日本 大学選抜 | チャイニーズタイペイ | 韓国                 | 中国 | 香港 |                   |
| 8  | 2019   | 中山     | 5        | 日本 大学選抜 | チャイニーズタイペイ | 韓国                 | 中国 | 香港 |                   |